# Pseudopsallus repertus
Pseudopsallus repertus är en insektsart som först beskrevs av Philip Reese Uhler 1895.  Pseudopsallus repertus ingår i släktet Pseudopsallus och familjen ängsskinnbaggar. Inga underarter finns listade i Catalogue of Life.